# Flxible
| {{{2}}}                                    |
| Flxible zijspan aan een Henderson uit 1921 |

Flxible was een fabrikant uit de Verenigde Staten, van zijspancombinaties waarvan de motorfiets in bochten kon overhellen zoals dat ook zonder zijspan gebeurt. Later produceerde dit bedrijf lijkwagens, ambulances en autobussen. Het bedrijf is opgericht in 1913 en sloot in 1996.

## Geschiedenis
Deze zijspancombinaties werden geproduceerd door de Flexible Sidecar Co. in Loudonville, Ohio.
Hugo H. Young en Carl F. Dudte stichtten deze firma in 1913, met het doel flexibel gemonteerde zijspannen te maken.
Daarvoor gebruikten ze een montage die door Young gepatenteerd was. Young had een parallellograrm-linksysteem gemaakt waardoor de motorfiets én het zijspanwiel over konden hellen, terwijl het zijspan zelf recht bleef. Bij het zijspanwiel fungeerde het systeem als wielophanging en als veersysteem.
In 1916 werd een eigen fabriek gebouwd. In 1919 veranderde de naam in "The Flxible Co." (nog steeds uitgesproken als "flexible") om registratie als merk mogelijk te maken.
Door de constructie was het nemen van bochten veel eenvoudiger geworden en al snel werden de Flxible zijspannen populair bij zijspanracers. Als Amerikaans merk werden de meeste Flxible zijspannen gemonteerd aan machines van Harley-Davidson, Indian, Excelsior, Henderson etc. en er werden veel zijspanwedstrijden mee gewonnen.
In de hoogtijdagen van het merk was het een van de leidende zijspanfabrikanten, maar toen in de jaren twintig goedkope kleine auto's op de markt kwamen stortte de zijspanmarkt in. In 1924 werd de productie beëindigd en het bedrijf richtte zich op het maken van lijkwagens, ambulances en autobussen. In 1950 werd de Amerikaanse busbouwer Twin Coach overgenomen.
In 1996 sloot Flxible de poorten.